# 林元賡
林元賡，福建省福州府侯官縣人，清朝政治人物。進士出身。
光緒二年（1876年），參加丙子恩科會試，得貢士第160名。殿試登進士2甲第126名。同年五月（6月3日），著分六部學習。历官刑部主事。晚年在福州三牧书院教读。